# 掛札勲
掛札 勲（かけふだ いさお）は、日本の実業家。茨城県常陸太田市落合町出身。
慶應義塾大学出身で、同学の先輩である渡文明と共に日本石油（現:JXTGエネルギー）の発展に力を注いだ。

## 略歴
- 1961年3月 慶應義塾大学法学部 卒業[2]
- 1961年4月 日本石油（現:JXTGエネルギー） 入社[2]
- 1988年7月 日本石油 秘書室長[2]
- 1999年4月 日石三菱（現 JXTGエネルギー） 常務取締役[2]
- 2000年6月 日石三菱 代表取締役副社長[2]
  - 1998年 - 2002年 東京フットボールクラブ（FC東京） 取締役[3][4]
- 2002年4月 新日本石油精製 代表取締役社長[2]
  - 2002年4月 石油コンビナート高度統合運営技術研究組合 理事長[5]
  - 石油産業技術研究所 取締役[6]
- 2004年4月 新日本石油精製 相談役[2]
- 2002年6月-2005年3月 石油産業活性化センター（現:石油エネルギー技術センター） 理事[7][8]
- 2006年 - 2008年 石油天然ガス・金属鉱物資源機構 理事長[2][9]
- 石油天然ガス・金属鉱物資源機構 特別顧問[1]
- 2013年 - 2016年 常陸太田大使[1]